# Castilla la Nueva (Meta)
Castilla La Nueva es una población situada en el departamento de Meta, Colombia. Destaca como centro de desarrollo cultural y tecnológico, y por sus grandes reservas de petróleo. Se encuentra a 54 km de la capital del departamento, Villavicencio.

## Toponimia
Castilla La Nueva debe su nombre a la influencia religiosa que ejercía la parroquia de Acacías de la cual dependía eclesiásticamente. El párroco de Acacías era el padre Cristóbal Castillo. De él se heredó el nombre de Castilla La Nueva y su patrono San Cristóbal.

## Historia
Hacia el año 1909 llegan a este territorio, de especiales características de fertilidad y abundantes pastos naturales, un grupo de colonos que se asientan implementando en el sector actividades agropecuarias.
El caserío, como tal, inició su conformación en 1925, siendo el primer poblador un alemán, quien construyó la primera vivienda de la cual se tiene reseña histórica. Posteriormente, en el año 1938, llegan con iguales intereses los señores Vicente Moreno, Vicente Andrade, Timoleon Tralaviña, Esteban Puentes, Francisco Sánchez y Florentino Peña.
Durante el año 1945 la empresa multinacional Shell acampa en esta jurisdicción teniendo como tarea la exploración petrolera, para lo cual abrió una vía de penetración, obra que vino a darle prosperidad al naciente poblado que en el mismo año recibió la categoría de Inspección Departamental de Policía.
En los comienzos de la década de 1960, el INCORA, en cumplimiento de políticas estatales del momento, dirigió un frente colonizador compuesto aproximadamente por 60 familias, hacia la región que luego se conoció como Arenales.
Fue premiada en la III Edición del Premio Latinoamericano de Ciudades Digitales otorgado por la Asociación Hispanoamericana de Centros de Investigación y Empresas de Telecomunicaciones (AHCIET) como "Ciudad Digital" en la categoría ciudad pequeña 2006, debido a las políticas exitosas de inversión en infraestructura y servicios de telecomunicación digitales, como la instalación de redes inalámbricas de acceso libre y la capacitación de la comunidad para el uso y apropiación de dichas herramientas.

## Geografía

### Límites
Castilla la Nueva está delimitado por los siguientes municipios:
| Noroeste: Acacías (Río Orotoy)  | Norte: Acacías (Río Orotoy) | Nordeste: San Carlos de Guaroa (Río Orotoy) |
| Oeste: Guamal                   |                             | Este: San Carlos de Guaroa                  |
| Suroeste: San Martín (Río Meta) | Sur: San Martín (Río Meta)  | Sureste: San Martín (Río Meta)              |

### Hidrografía
La red hidrográfica del municipio está compuesta por las subcuencas del río Guamal, la margen derecha del río Orotoy y la margen izquierda del río Humadea. También cuenta con 32 micros cuencas que se encuentran protegidas; en el caso del río Orotoy el cuerpo de agua recibe vertimientos de Ecopetrol autorizados por Cormacarena.

## División Político-Administrativa

### Cabecera municipal
La Cabecera municipal se encuentra dividida en los barrios: La Shell, El Centro, Villa Checoop (La Invasión), Villa Milena, Urbanización Carolina, Caja Agraria, Olga Lucía, Santa Teresa, El Paraíso, Los Guaduales, El Progreso, Altos De San José, Urbanización Palomarcado, La Pradera, La Peña, La Gabrielina, Centro, La Shell, Villa Checoop, San Diego, El Triángulo, La Trinidad (sector playitas)

### Centros poblados
Castilla La Nueva tiene bajo su jurisdicción los centros poblados:
- Casablanca
- El Toro
- Las Violetas
- Pueblo Nuevo
- San Lorenzo

#### Veredas
El municipio tiene las siguientes veredas constituidas: El Centro, Arenales, Barro Blanco, San Antonio, El Turuy, Alto Corozal, Sabanas del Rosario, Caño Grande Alto, Caño Grande Bajo, Cacayal, Las Violetas, Betania, San Agustín y El Toro.

## Economía
La economía de este poblado depende fundamentalmente de los sectores minero y agropecuario. En uno de sus centros poblados existe una procesadora de aceite de palma. En la actualidad se desarrollan visionarios proyectos de turismo en los sectores agroturístico y ecoturístico para impulsar nuevas alternativas económicas en el municipio y sus veredas aledañas. El agroturismo se ha convertido en uno de los puntos de partida para el desarrollo turístico del Meta, que permite involucrar al viajero con el campesino y las labores agrícolas y ganaderas que se desarrollan en hatos y fincas. Entre los proyectos turísticos del municipio destaca el Proyecto Turístico Caño Grande, del cual ya se encuentra en funcionamiento la primera etapa reflejada en la Finca Tierralinda , que presta servicios de alojamiento y recorridos de interés turístico, ecológico y ganadero. 

### Sector agrícola
En Castilla se cultivan los siguientes productos:
- Arroz: 7.389 ha
- Palma africana: 3.143 ha
- Plátano: 56 ha
- Cítricos: 88 ha
- Yuca: 63 ha
- Soya: 31 ha
- Cacao: 23 ha
- Maíz: 18 ha

### Sector pecuario
La ganadería bovina se especializa en la producción lechera y ceba, para las cuales dispone de 23.837 y 15.220 ha respectivamente.

### Sector minero
La producción de hidrocarburos en el campo ubicado en el municipio se encuentra dentro del intervalo de los 20 a 25 mil barriles diarios, teniéndose un plan para elevar la producción de los pozos, en un periodo de 5 años, a 40 mil barriles diarios.

### Sector financiero
Tiene sede en el municipio una sucursal del Banco Agrario de Colombia, Banco de Bogotá, y Colpatria.

## Servicios

### Servicios públicos
- Alcantarillado: Tiene una cobertura del 99% en la zona urbana y un 85% en la rural.
- Aseo: Tiene una cobertura del 99% en la zona urbana y un 28% en la rural.
- Acueducto: Tiene una cobertura del 99% en la zona urbana y un 82% en la rural.
- Energía eléctrica: Tiene una cobertura del 100% en la zona urbana y un 91% en la rural.
- Telefonía: Tiene una cobertura del 65% en la zona urbana y un 45% en la rural. La empresa Telecom atiende las necesidades de la comunidad con un número aproximado de 300 líneas domiciliarias. Respecto a telefonía celular, la empresa Claro cuenta con cobertura 4G en el sector urbano y 3G en el sector rural, mientras Movistar, Tigo, ETB Móvil, y Virgin Mobile, ofrecen cobertura 3G en ambos sectores.

### Salud
El casco urbano dispone de un puesto de salud, que está diseñado como hospital de primer nivel. A su vez, existen tres puestos de salud en igual número de centros poblados. En el momento se construye el de la región de Turuy y San Antonio. Se ofrecen los servicios de urgencias, consulta externa, odontología, sala de partos, imagenología, hospitalización (adultos y pediatría), esterilización, prevención y promoción, inmunizaciones, consulta médica especialiazada y ambulacia. Adicionalmente, la comunidad tiene un aula terapéutica para la recuperación y tratamiento ortopédico, traumatología y mantenimiento físico de las personas de la tercera edad. Actualmente se terminan las obras de construcción de un nuevo hospital.

### Educación
Por la gran cantidad de petróleo que se extrae y por las regalías que recibe a causa de ello, se están implementando estudios de Informática e inglés en todo el municipio. Castilla La Nueva dispone de un sistema educativo distribuido así:
Numero de planteles
- Oficiales urbanos: 2
- Oficiales rurales: 12
- Total: 14

Alumnos matriculados
- Preescolar: 104
- Primaria: 828
- Secundaria: 268
- Media: 56
- Total: 1.256

Matrículas por zona
- Urbana: 717
- Rural: 539
- Total: 1.256

### Cultura
Cuenta con una casa de la Cultura dotada con auditorio, museo de numismática (único en el departamento), biblioteca, sala de danzas y sala de música (arpa, cuatro, maracas, bandola y canto).

### Infraestructura deportiva
Para la realización de eventos culturales, deportivos y recreativos, la municipalidad dispone de los siguientes escenarios:
- Manga de Coleo "La Castellana"
- Tres polideportivos techados y 14 sin cubierta.
- Cinco parques: "Principal", "Milenio" y tres en áreas residenciales.

## Turismo
Se considera que la parte noroccidental del municipio es el área con mayor potencial turístico por la gran cantidad de fincas de descanso, vías pavimentadas y fuentes hídricas que riegan la zona. La capacidad hotelera se sitúa en 50 camas, distribuidas en cuatro hoteles y residencias; también se cuenta con varias fincas adaptadas para campin. 

### Festividades
En Castilla La Nueva se celebra: 
- Festival de Tradiciones Campesinas y la Cultura Llanera, en junio
- Festival de Verano, San Lorenzo
- Festival del petróleo

## Alcaldes
| Periodo constitucional | Mandatario                       | Lema de gobierno                          | comentarios                    |
| ---------------------- | -------------------------------- | ----------------------------------------- | ------------------------------ |
| 1988-1989              | Edgar Peña                       |                                           |                                |
| 1990-1991              | Wilson Herrera                   | Sigamos progresando                       |                                |
| 1992-1994              | José Arnulfo Perdomo             |                                           | I periodo                      |
| 1995-1997              | Alirio Vargas                    |                                           |                                |
| 1998-2000              | José Arnulfo Perdomo             | Preparándonos para el futuro              | II periodo                     |
| 2001-2003              | Olga Herrera de Perdomo          | Seriedad y cumplimiento                   | Esposa del anterior mandatario |
| 2004-2007              | Edgar Fernando Amézquita Herrera | Trabajando por El Progreso                | I periodo                      |
| 2008-2011              | José Arnulfo Perdomo             | Calidad de vida para todos                | III periodo                    |
| 2012-2015              | Edgar Fernando Amézquita Herrera | Progreso garantizado                      | II periodo                     |
| 2016-2019              | William Medina Caro              | Capacidad y visión para servir a mi gente |                                |
| 2020-2023              | Edgar Fernando Amézquita Herrera | Trabajando unidos por Castilla la Nueva   | III periodo                    |
| 2024-2027              | Lenito Eliecer Castro Cifuentes  | Somos el Cambio                           | I periodo                      |